# Les héros sont fatigués
Les héros sont fatigués (trad.: Els herois estan cansats) és una pel·lícula dramàtica francesa dirigida per Yves Ciampi i estrenada el 1955.

## Argument
En un país de l'Àfrica, un antic pilot de caça francès (Michel Rivière) convertit en pilot a la sabana s'adona que transporta com a contraban una quantitat important de diamants. Decideix desfer-se'n en el seu propi benefici. D'altra banda el propietari dels diamants encarrega un altre antic pilot de caça, alemany, (WolfGerke) de recuperar-los. Els dos homes simpatitzaran quan descobreixen que han combatut al mateix indret. Reviuen bevent els períodes de la guerra on van ser herois.

## Repartiment
- Yves Montand
- Jean Servais
- Curd Jürgens
- Gérard Oury